# Albert Merz von Quirnheim

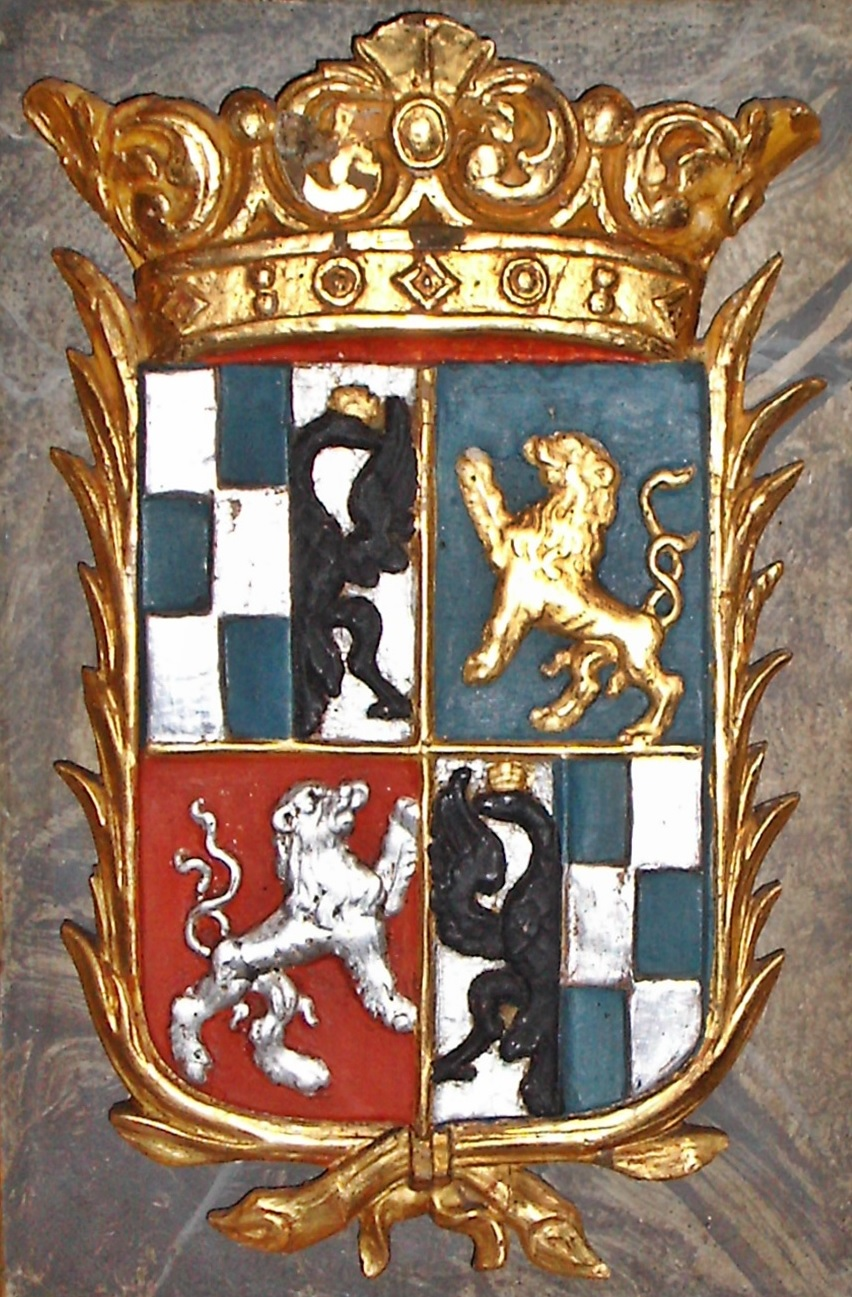
Wappen (ohne Helmzier)

Karl Albert Heinrich Johann Nepomuk von Merz, auch Carl Albert Heinrich Johann Nepomuk von Merz Herr auf und zu Quirnheim und Bosweiler, beim Reichskammergericht 1805 Freyherr von Merz zu Quirnheim genannt, in die bayerische Armee aufgenommen als Karl Albert Baron von Merz, gestorben als Albert Ritter von Merz auf Quirnheim (* 29. September 1774 in Quirnheim; † 18. November 1857 in Nürnberg) war Generalmajor in der Königlich Bayerischen Armee.

## Leben
Albert von Merz trat nach Flucht aus seiner französisch besetzten Heimat ins Heer des Kurfürstentum Bayerns ein. Er wurde am 28. April 1808 zum Major und am 8. November 1812 zum Oberstleutnant befördert, gleichzeitig wurde er vom 7. Linien-Infanterie-Regiment Löwenstein-Werthheim zum 2. Leichten Infanterie-Bataillon als Bataillonskommandeur versetzt, wo er sich bald als tapferer und würdiger Chef bewies. Ab 23. Juni 1815 übernahm er für 15 Jahre bis zum 1. Dezember 1830 im Range eines Obersten die Stelle als Kommandeur des Königlich Bayerischen 12. Infanterie-Regiments. Danach war von Merz für fünf Jahre Kommandeur des Königlich Bayerischen 5. Infanterie-Regiments „Erzgroßherzog von Hessen“  tätig, um danach am 10. September 1835 die Beförderung zum Generalmajor zu erhalten. Bis zu seiner Pensionierung am 15. Dezember 1843 wirkte er noch als Kommandant der Stadt Passau und der Veste Oberhaus.
1805 führte er zusammen mit seinem Bruder einen Prozess zur Entschädigung des Allods, was neben dem Lehen während der französischen Besatzungszeit enteignet wurde. Ein späteres Verfahren im Königreich Bayern führte weder zu einer Entschädigung noch zu einer Wiedergewährung der Baronie als Titel.

## Familie

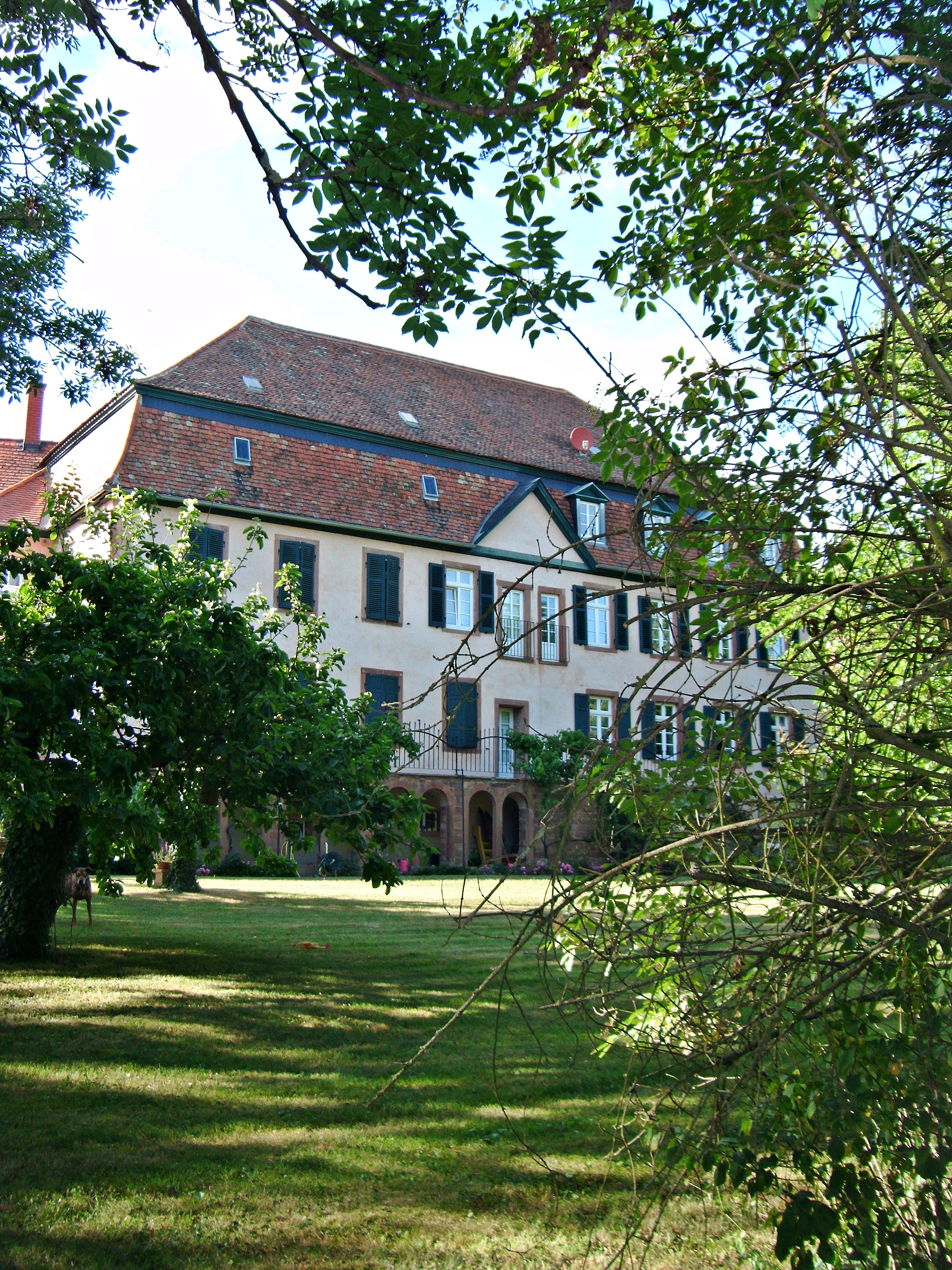
Hertlingshauser Hof: Geburtshaus von
Karl Albert von Merz

Karl Albert von Merz wurde aus der Ehe zwischen Karl Joseph Freiherr Merz, Herr auf Quirnheim und Bosweiler (* 16. Februar 1747 in Quirnheim/Kurpfalz; † 9. Februar 1802 in Quirnheim/Frankreich) und Maria Josepha Susanna Komtess von Lasser (* 1746 in Mainz; † 1777 in Quirnheim) geboren.
Am 29. Juli 1798 heiratet er in erster Ehe Antoinette Therese Freiin von Brandenstein († 9. August 1808 in Ingolstadt), aus der Verbindung gingen drei Töchter hervor:
1. Anna Katharina Therese Franziska (* 10. Februar 1799; † 23. August 1832)
2. Therese Karoline Franziska (* 9. Dezember 1800; † 26. Dezember 1878 in Würzburg)
3. Adelheid Friederike (* 13. April 1804; † 6. April 1879 in München)

Am 12. Juli 1810 heiratet er in zweiter Ehe Sophie Freiin von Pechmann († 20. März 1838 in München), aus der Verbindung ging ein Sohn hervor:
1. Eugen Joseph (* 19. September 1810; † ?)

Während der französischen Herrschaft über die linksrheinischen Gebiete in Folge der Französischen Revolution floh Karl Albert mit einigen seiner Angehörigen nach Franken bzw. Bayern, während sein Bruder Georg Karl Heinrich (* 5. Januar 1776 in Quirnheim; † ?) mit seiner Familie und dem Vater in Quirnheim blieb.

## Auszeichnungen
- Ritter der französischen Ehrenlegion[6]
- Ritter des russischen Sankt-Wladimir-Orden[6]
- Immatrikulation im militärischen Adelsstand  am 28. April 1820 als Ritter Merz von Quirnheim[12]